# 946 в Україні
946 в Україні — це перелік головних подій, що відбулись у 946 році на території сучасних українських земель.

## Події
- Княгиня Ольга помстилася древлянам за смерть свого чоловіка великого київського князя Ігора, спаливши Іскоростень.
- Посольство княгині Ольги до Царгорода.